# Croxden
Croxden – wieś i civil parish w Anglii, w hrabstwie Staffordshire, w dystrykcie East Staffordshire. Leży 22 km na północny wschód od miasta Stafford i 201 km na północny zachód od Londynu.